# Raoul Ubac
Raoul Ubac, właśc. Rudolf Gustav Maria Ernst Ubach (ur. 31 sierpnia 1910 w Malmedy, zm. 22 marca 1985 w Dieudonné) – belgijsko-francuski fotograf, malarz, grafik i rzeźbiarz surrealistyczny, członek École de Paris.

## Życiorys
Urodził się w Malmedy, ale wychowywał także w Kolonii i Frankfurcie. Jego matka była Belgijką, ojciec Niemcem. W 1926 Ubac zmienił imię: zrezygnował z niemieckiego Rudolfa na rzecz francuskiego imienia Raoul. W 1929 przeczytał Manifest surrealizmu, który wywarł na nim duże wrażenie. Tego samego roku zaczął studiować literaturę na Uniwersytecie Paryskim oraz poznał André Bretona. Pod wpływem kontaktu z artystami z Montparnasse i za namową Ottona Freundlicha porzucił studia na rzecz sztuk wizualnych. Na zaproszenie Freundlicha wyjechał do Kolonii, gdzie zaczął fotografować, co stało się na krótko źródłem jego utrzymania. W 1932 studiował rysunek i fotografię na tamtejszej Werkschule. Rok później poznał Mana Raya, który zachęcił Ubaca do dalszych eksperymentów z fotografią, szczególnie z solaryzacją.
Pierwszą istotną serią prac Ubaca jest zbiór fotografii, obrazów i rysunków z 1932 przedstawiających kamienie zgromadzone na Hvarze, które przypominają ludzkie sylwetki. Powiązanie nieożywionych obiektów z ożywionymi stało się później cechą charakterystyczną twórczości Ubaca. W serii aktów fotograficznych, których modelem była jego żona, Agathe Schmidt, Ubac z kolei eksperymentował ze światłem.
W 1934 przeniósł się na stałe do Paryża. Tego samego roku zilustrował tomik poezji Camille'a Bryen; obaj artyści także zaangażowali się w surrealistyczną akcję plakatową Affichez vos poèmes, affichez vos images. Fotografie Ubaca często pojawiały się w periodyku surrealistów „Minotaure”, obok prac Brassaïa, Jacques-André Boiffarda i Eugène Atgeta. Najważniejszym surrealistycznym dziełem Ubaca był cykl kolaży Penthesilea (1937–1939), inspirowany sztuką Heinricha von Kleista o Amazonce Pentezylei. W Penthesilei Ubac wykorzystał wcześniejsze zdjęcia, do których pozowała jego żona, które poddał m.in. technice solaryzacji i montażu. W 1939 stworzył własną technikę obróbki negatywów fotograficznych ogniem; prace, które powstały w jej wyniku nazwał brûlages.
Po wybuchu II wojny światowej, Ubac wraz z żoną i René Magrittem schronili się w Carcassonne, jednak w 1940 zmuszono ich do wyjazdu do Brukseli. Tam artyści razem wydali dwie edycje publikacji L'invention collective. W drugim wydaniu Ubac opublikował tekst Les pièges à lumière, w którym opisywał zmianę percepcji wzrokowej pod wpływem fotografii. W 1942 Ubec powrócił do Paryża, a w 1945 porzucił fotografię na rzecz malarstwa, rzeźby i rysunku. W jego obrazach z lat 50. pojawiła się antropomorficzna architektura. W latach 60. Ubac zaczął interesować się pracą z łupkiem, który włączał także do prac malarskich. Jego twórczość na polu fotografii popadła w zapomnienie do lat 70.
Zmarł 22 marca 1985 w Dieudonné.